# Перрино, Гарольд
Га́рольд Перрино (англ. Harold Perrineau; род. 7 августа 1963, Бруклин, Нью-Йорк) — американский актёр. Наиболее известен по ролям Меркуцио в фильме «Ромео + Джульетта» и Майкла Доусона в телесериале «Остаться в живых».

## Ранние годы
Гарольд Перрино родился в Бруклине, Нью-Йорк; его родителями были Гарольд Уильямс и Сильвия Перрино. Его родители никогда не были женаты, поэтому Гарольд взял фамилию матери в качестве сценического имени, чтобы его не путали с отцом — Гарольдом Уильямсом-старшим. Перрино обучался в Shenandoah University, но не закончил его. 

## Карьера
Гарольд Перрино начал свою актёрскую карьеру в 1986 году. В 1990-е годы сыграл в фильмах «Дым» (1995), «На грани» (1997), «Шафер» (1999) и другие. В 2000-е годы он сыграл в фильмах «Матрица: Перезагрузка» и «Матрица: Революция» (2003), «28 недель спустя» и так далее. Гарольд также играл Майкла Доусона в телесериале «Остаться в живых» и Агастеса Хилла в «Тюрьме Оз».

## Личная жизнь
Гарольд женат на модели и актрисе Бриттани Перрино, у них 3 дочери — Аврора Робинсон Перрино (род. 1994), Винтер Ария (род. 7 мая 2008) и Холидей Грэйс Перрино (род. 21 марта 2013).

## Фильмография
| Год       |    | Русское название                    | Оригинальное название          | Роль               |
| --------- | -- | ----------------------------------- | ------------------------------ | ------------------ |
| 1989      | с  | Шоу Косби                           | The Cosby Show                 | Скотт              |
| 1990      | ф  | Король Нью-Йорка                    | King Of New York               | вор в метро        |
| 1991—1993 | с  | Я улечу                             | I'll Fly Away                  | Роберт Эванс       |
| 1995      | ф  | Дым                                 | Smoke                          | Томас «Рашид» Коул |
| 1996      | ф  | Кровь и вино                        | Blood and Wine                 | Генри              |
| 1996      | ф  | Ромео + Джульетта                   | Romeo + Juliet                 | Меркуцио           |
| 1997      | ф  | На грани                            | The Edge                       | Стивен             |
| 1997—2003 | с  | Тюрьма Оз                           | Oz                             | Агастес Хилл       |
| 1998      | ф  | Где ты, Лулу?                       | Lulu on the Bridge             | Бобби Перес        |
| 1999      | ф  | Шафер                               | The Best Man                   | Джулиан Мач        |
| 1999      | ф  | Макбет в Манхэттене                 | Macbeth in Manhattan           | Чорус              |
| 2000      | ф  | Женщина сверху                      | Woman on Top                   | Моника Джонс       |
| 2001      | ф  | Тюремная песня                      | Prison Song                    | дядя Ки            |
| 2002      | ф  | On Line. Секс, ложь и интернет      | On Line                        | Мо Кёрли           |
| 2003      | ф  | Матрица: Перезагрузка               | The Matrix Reloaded            | Линк               |
| 2003      | ф  | Матрица: Революция                  | The Matrix Revolutions         | Линк               |
| 2003      | с  | Мёртвые, как я                      | Dead Like Me                   | Эраун Леверт       |
| 2003      | ки | Enter the Matrix                    | Enter the Matrix               | Линк               |
| 2004—2010 | с  | Остаться в живых                    | Lost                           | Майкл Доусон       |
| 2007      | ф  | 28 недель спустя                    | 28 Weeks Later                 | Флинн              |
| 2007      | с  | C.S.I.: Место преступления          | CSI: Crime Scene Investigation | преподобный Роудс  |
| 2008      | ф  | Ночные сады                         | Gardens of the Night           | Орландо            |
| 2008      | ф  | Преступник                          | Felon                          | лейтенант Джексон  |
| 2008      | ф  | Играть по-честному                  | Ball Don't Lie                 | Джимми             |
| 2009      | с  | Необычный детектив                  | The Unusuals                   | детектив Лео Бэнкс |
| 2010      | ф  | Смертельное оскорбление             | The Killing Jar                | Смит               |
| 2010      | с  | C.S.I.: Место преступления Нью-Йорк | CSI: NY                        | Реджи Тиффорд      |
| 2010      | ф  | 30 дней ночи: Тёмные времена        | 30 Days of Night: Dark Days    | Тодд               |
| 2011      | ф  | Голодный кролик атакует             | Seeking Justice                | Джимми             |
| 2011      | ф  | Транзит                             | Transit                        | один из грабителей |
| 2012      | ф  | Цель номер один                     | Zero Dark Thirty               | Джек               |
| 2012      | с  | Сыны анархии                        | Sons of Anarchy                | Деймон Поуп        |
| 2013      | ф  | Стукач                              | Snitch                         | Джон Стил          |
| 2014      | ф  | Саботаж                             | Sabotage                       | Джексон            |
| 2014      | с  | Нация Z                             | Z Nation                       | Хэммонд            |
| 2014—2015 | с  | Константин                          | Constantine                    | Мэнни              |
| 2017—2018 | с  | Когти                               | Claws                          | Дин Симмс          |
| 2018      | ф  | Пышка                               | Dumplin                        | Трансвестит        |
| 2020      | с  | Хороший доктор                      | The good doctor                | Уес Келлер         |
| 2022      | с  | Извне                               | From                           | Бойд Стивенс       |

## Награды
- Best Ensemble — Drama Series («Остаться в живых»)